# Jonathan Butler
Jonathan Butler (Athlone (Kaapstad), 10 oktober 1961) is een Zuid-Afrikaanse zanger/songwriter en gitarist van de r&b, jazzfusion en praisemuziek.

## Biografie
Butler groeide op in Athlone tijdens de apartheid. Als kind zong hij en leerde hij akoestische gitaar spelen. Rassenscheiding en armoede tijdens de apartheid waren het onderwerp in veel van zijn songs. Zijn eerste single was de eerste door een zwarte artiest door blanke radiostations gespeelde in het raciaal verdeelde Zuid-Afrika en kreeg hiervoor een Sarie Award, de equivalent van de Grammy Award in Zuid-Afrika.
Op 7-jarige leeftijd begon hij te toeren, toen hij zich aansloot bij een reizende toneelshow en werd hij later vastgelegd om een reeks hit-opnamen te vertolken, die hem tot een plaatselijk tieneridool maakten. In 1975 bereikte zijn cover Please Stay van The Drifters een 2e plaats in zijn geboorteland. Hetzelfde jaar bereikte zijn cover van I Love How You Love Me van The Paris Sisters de 4e plaats en I'll be Home de 16e plaats in 1976.
In 1978 vond hij de inspiratie en moed om zichzelf te uitten als componist en songwriter, toen hij toetrad tot de meest bekende jazz/rock-voorziening Pacific Express van Kaapstad. Twee albums werden opgenomen met het personeel van Pacific Express en sommige songs werden later uitgebracht op het album 7th Avenue (1988). Al deze publicaties werden uitgegeven door Mountain Records.
In 1977 tekende Butler bij Jive Records en tijdens de vroege jaren 1980 verhuisde hij naar het Verenigd Koninkrijk, waar hij zeventien jaar verbleef. Zijn internationale doorbraak kwam in 1987 met zijn met een Grammy genomineerde hitsingle Lies, die de 27e plaats bereikte in de Amerikaanse Billboard Hot 100, en zijn coverversie van If You're Ready (Come Go with Me) van The Staple Singers, die hij ten gehore bracht met Ruby Turner. Zijn single Lies bereikte ook de Britse officiële singlehitlijst met een 18e plaats en verbleef 12 weken in de top 100.
In 2001 werd Butler uitgelicht in het compilatiealbum A Twist of Marley, een jazz-eerbetoon aan Bob Marley en geproduceerd door Lee Ritenour. Butlers aandeel aan het album was een jazzcover van No Woman No Cry.
In 2006 was Butler een karakteristiek zanger op het album Gospel Goes Classical, geproduceerd door de muziekprofessor Henry Panion van de University of Alabama in Birmingham. Deze opname, inclusief arrangementen door Panion, Tommy Stewart, Michael Loveless en Ray Reach, steeg naar de 2e plaats in de Billboard gospel-hitlijst en de 3e plaats in de Classical Crossover-hitlijst. Hij werd ook genomineerd voor een Grammy Award voor zijn single Going Home.
Ook in 2008 was Butler gastster op het album Dukey Treats van George Duke, naast de late Teena Marie op het nummer Sudan, die vertelt over de rampspoed in Darfur.

## Privéleven
Butler woonde in Bell Canyon in Californië van 2005 tot 2012.

## Discografie

### Singles
- 1985: Introducing Jonathan Butler
- 1987: Jonathan Butler
- 1987: Inspirations
- 1988: 7th Avenue
- 1988: More Than Friends
- 1990: Deliverance
- 1990: Heal Our Land
- 1994: Head To Head
- 1997: Do You Love Me?
- 1999: Story Of Life
- 2000: The Source
- 2002: Surrender
- 2004: Worship Project
- 2005: Gospel days
- 2005: Jonathan
- 2007: Brand New Day
- 2010: So Strong
- 2012: Grace and Mercy
- 2013: Merry Christmas to You
- 2014: Living My Dream
- 2015: Free
- 2018: Close To You

### Live-albums
- Live in South Africa

### Compilaties
- 1993: Best Of Jonathan Butler
- 2002: Ultimate Butler
- 2014: Christmas Goes Gospel: Tis The Season
- 2015: Divine Voices: Pastors of Praise

### Samenwerkingen
- 1997: Dave Grusin Presents West Side Story (featured soliste - Maria)
- 2006: Gospel Goes Classical (met Juanita Bynum)

- Biblioteca Nacional de España: XX1554902
- Bibliothèque nationale de France: cb13892023z (data)
- International Standard Name Identifier: 0000 0000 5936 9639
- Library of Congress Control Number: n92048056
- MusicBrainz: 68b8199b-eff2-45fb-be86-da8138d97067
- Nederlandse Thesaurus van Auteursnamen: 102272018
- Virtual International Authority File: 42024749
- WorldCat: E39PBJjMxk7M7HpqrfRCJv89jC